# Erik Johan Stagnelius
Erik Johan Stagnelius, né le 14 octobre 1793 à Gärdslösa, sur l’île d’Öland – mort le 3 avril 1823 à Stockholm, est un poète suédois.

## Œuvres
- Afton psalm
- Amanda
- Carl Johan
- Christi Födelsenatt
- Den sälle, i hvars kyska bröst
- Dygdelära
- Dygden
- Endymion
- Grymt verklighetens ...
- Hymn
- Högtidssång
- Krigssång
- Människo-kärleken
- Natt-tankar
- Naturens son
- Näcken
- Näktergalen
- Resa, Amanda, jag skall
- Sjuklingens Aftonpsalm
- Suckarnas mystér
- Till dygden
- Till förruttnelsen
- Till Julia
- Till sånggudinnan
- Till Äran
- Trosbekännelse
- Vad suckar häcken?
- Vaggvisa
- Verldsförakt
- Vårsång
- Vällustens förakt
- Vän! I förödelsens stund
- Öfver H. K. H. Kronprinsens,
- Öfver slaget vid Salamanca
- Öfver slaget vid Waterloo
- Öfver slaget vid Vittoria